# 구춘선
구춘선(具春先, 1857년 ~ 1944년 3월 20일)은 한국의 독립운동가이다. 함북 온성(穩城) 출신.

## 생애

### 관군 생활과 북간도 이주
향리에서 한학을 공부하고 1886년 온성군 영달진(永達鎭)에서 하급 군졸로 있다가 괴력으로 행영(行營)의 도시(都試)에 선발되어 서울의 궁궐 수비 군인이 되었다. 남대문 수문장 등 중앙군으로 있었다. 청일전쟁, 을미사변 후, 1895년 낙향하였다가 1897년 북간도(北間島)로 이주하였다. 1903년 간도관리사 이범윤(李範允)이 사포대를 조직하여 한인의 보호에 나서자 온성 대안 양수천자(凉水泉子)에 간민(墾民)보호소와 병영을 설치하였다. 1905년 이범윤이 노령으로 망명하여 보호소를 운영할 수 없게 되자 용정촌(龍井村)으로 거점을 옮겼다. 1907년 캐나다 선교사 구예선(具禮善)을 만나 기독교에 입교하였다. 같은 해에는 용정시교회(龍井市敎會), 1913년에는 하마탕교회(蛤蟆塘敎會) 설립에 크게 기여하였다.

### 북간도의 독립운동 지도자
1913년 연길현(延吉縣) 국자가(局子街)에서 김약연(金躍淵), 백옥보(白玉甫) 등이 중심이 되어 한인 자치기구를 조직하자 이에 가담하여 부회장으로 활동하였다. 1919년 3월 1일 3·1운동이 전개되자 3월 13일 길림성(吉林省) 용정(龍井)에서도 서울에서의 독립선언에 대한 축하식이 거행되었다. 이와 함께 연길현 국자가(局子街)에 본부를 두둔 조선독립의사회(朝鮮獨立議事會)가 주관한 용정 만세운동에 3만명 이상의 조선인이 참가하였고, 조선독립의사회는 조선독립기성총회(朝鮮獨立期成總會)로 개편되었는데, 회장으로 활동하였다. 이익찬(李翼燦), 윤희준(尹熙俊), 방달성(方達成) 등과 용정에서 「대한독립신문」을 간행하였다. 1919년 4월 상해에서 대한민국 임시정부가 조직되자 조선독립기성총회는 대한국민회(大韓國民會)로 개칭하였는데, 다시 회장으로 선출되었다.

### 대한국민회 활동
대한국민회는 북로군정서(北路軍政署)와 함께 3·1운동 이후 북간도지역에서 조직된, 가장 대표적인 항일독립운동단체로 평가되며, 공화주의를 이념으로 한 자치기구로서 무장활동을 추구하여 군자금의 모집, 독립군의 양성 등에 심혈을 기울였다. 노령지역과 연계투쟁을 위하여 밀접한 관계를 갖고 유예균(劉禮均)과 함께 1919년 8월 23일 군정사후원회(軍政司後援會)를 조직하였다. 11월 임시정부 군무부의 왕청현(汪淸縣) 교통부 책임자로도 활동하였다. 1919년 12월 20일 경 연길현 춘양향(春陽鄕) 하마탕에서 동지 약 20명과 비밀 집회를 갖고 간도에 국민회 지회 72개소를 설치하고 각 지회에 30명 이상의 간부를 두고 군자금을 대대적으로 모집할 계획을 세웠다. 1920년 2월에는 노령방면으로부터 군총을 입수하여 독립군의 무력을 강화하였다. 10월 29일 대한국민회가 간도에 있는 간북대한의민회(墾北大韓義民會), 대한신민단(大韓新民團), 대한광복단(大韓光復團) 등과 병합, 임시정부의 지휘 하에 연길(延吉), 화룡(和龍), 돈화(敦化), 액목(額穆) 등을 관할하는 간북남부총판부(間北南部總辦府)를 결성하였을 때, 총판으로서 부총판인 방우룡(方雨龍) 등과 함께 활동하였다.

### 노령과의 연대투쟁
1920년 12월에 밀산(密山)에서 대한독립군단을 조직할 때 참여하여 노령으로 이동하였다가 자유시 사변을 겪은 후 다시 동만(東滿)으로 돌아왔다. 1921년 12월 돈화현(敦化縣) 양수천자(凉水泉子)에서 총판부(總辦府)를 조직하여 사관학교의 설립과 국내에 진공하여 일경을 암살할 계획을 세우는 등으로 활동하였다. 한편 12월에는 자유시사변의 책임과 관련하여 대한국민의회 문창범(文昌範)과 함께 고려혁명군정의회(高麗革命軍政議會)에 대한 성토문을 발표하였다. 1926년 하마탕을 거쳐 왕청현 백초구(百草溝)로 돌아왔다. 그후 무장운동에서 신앙운동, 교육운동으로 전환하였다가 1927년 국민회 동지들과 북간도 대한국민회 재건운동에 착수하였고, 1928년 11월 돈화현에 있는 마진에게 대한국민당 조직을 명하였다.

### 최후
1934년 한국교회 희년(禧年)을 맞아 문재린(文在麟) 등과 함께 동만주 기독교 세력의 지하조직을 구축하는 등 활동을 계속하다가, 1944년 3월 20일 세상을 떠난 것으로 알려져 있다.

## 사후
- 대한민국 정부는 고인의 공훈을 기리기 위하여 1996년 건국훈장 대통령장을 추서하였다.

## 같이 보기
- 독립유공자로 대통령장을 수여받은 사람

## 참고 자료
- 국가보훈처 공훈록